# Skilak-Gletscher
Der Skilak-Gletscher ist ein 17 km langer vom Harding Icefield genährter Gletscher in den Kenai Mountains im US-Bundesstaat Alaska.
Der Gletscher liegt im Kenai National Wildlife Refuge, 36 km nordwestlich von Seward. Der 2 km breite Talgletscher strömt in nördlicher Richtung und endet an einem Gletscherrandsee, der über den Skilak River zum 17 km nordwestlich gelegenen Skilak Lake entwässert wird. Der Skilak-Gletscher ist im Rückzug begriffen.